# Centro cicogne e anatidi Racconigi
L'oasi della Lipu Centro cicogne e anatidi Racconigi è un'area di protezione della fauna situata nel comune di Racconigi, in frazione Migliabruna.

## Descrizione
Istituita nel 1985, compresa nell'ambito del sito di interesse comunitario  Parco di Racconigi e Boschi lungo il torrente Maira il Centro si estende su una parte di pianura a nord del centro di Racconigi, dietro il parco del Castello Reale. Inizialmente nasce con lo scopo di favorire il ripopolamento della cicogna bianca, estintasi in zona a partire dal XVIII secolo.

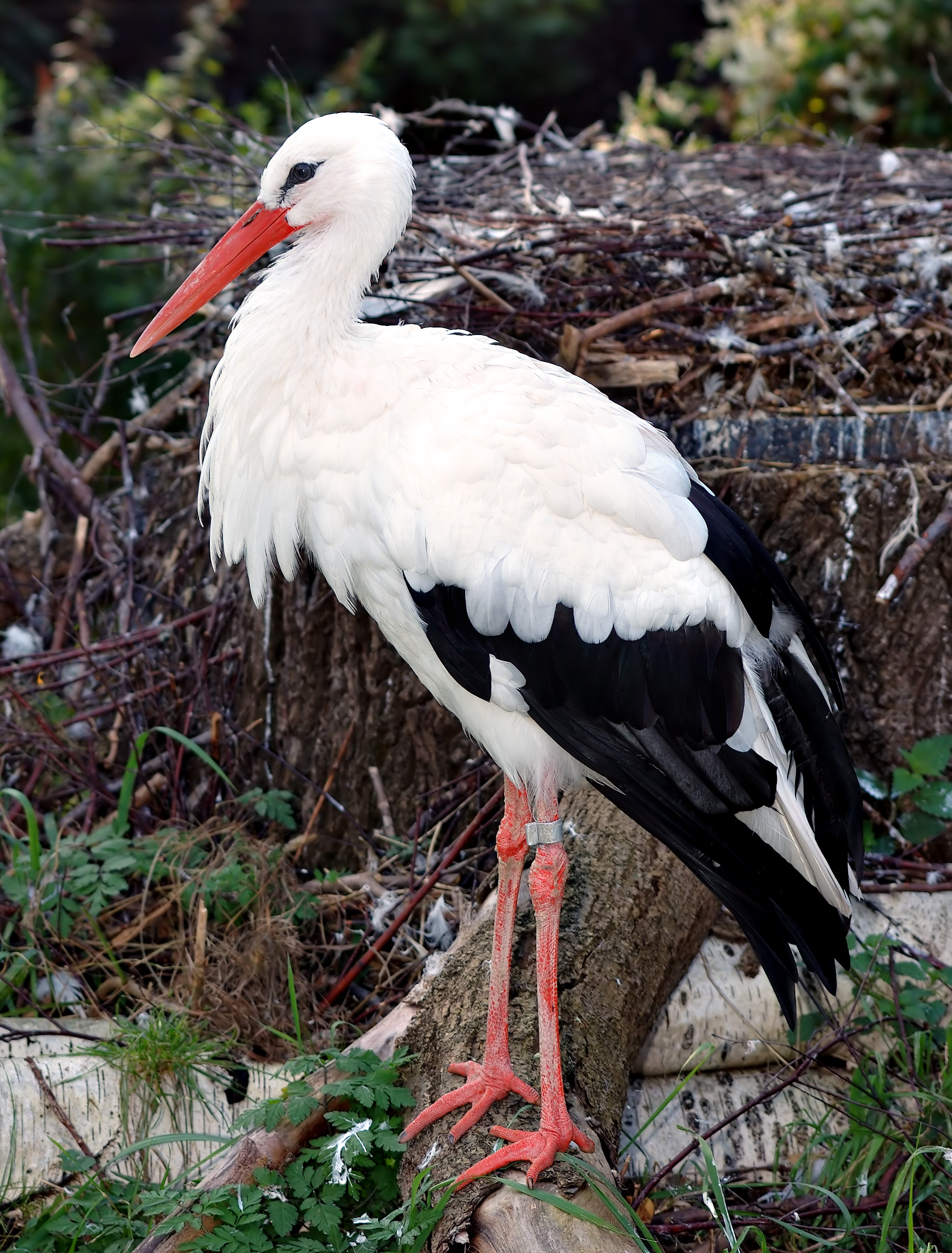
La cicogna bianca, simbolo dell'oasi

Dal 1989, si avvia il progetto Anatidi, per tutelare le specie di oche, anatre e cigni rare o in via di estinzione. In particolare si è proceduto alla reitroduzione del gobbo rugginoso, specie di anatide estinta in Italia dagli anni Settanta.
Nel 1995 il centro si è occupato del ripristino di un'area umida in cui favorire la reintroduzione di specie quali  uccelli migratori e, in particolare, limicoli

## Strutture
- centro visite
- area  umida (palude)
- area cicogne
- sentiero natura corredato da indicazioni riguardanti la flora la fauna e i punti naturalistici più importanti.
- due punti di osservazione volatili.
- visite guidate con guide naturalistiche
- centro recupero animali selvatici di Racconigi[3]

## Flora
Presenza di sambuchi, salici, querce, luppoli, farnia, gelso, robinia, pioppo nero, olmo, salice bianco.

## Fauna
Il simbolo dell'oasi è la cicogna bianca di cui si trovano presenze all'interno dell'area. Altri volatili presenti sono l'airone cenerino,  il picchio verde e il cavaliere d'Italia. Di anfibi si trova traccia della rana verde, della rana agile, della raganella, del rospo e del rospo smeraldino e tra i rettili la biscia dal collare e il ramarro. Nell'oasi vivono inoltre diverse altre specie di anatidi tra cui il gobbo rugginoso.